# MUSEデコーダ
MUSEデコーダは、BSアナログハイビジョン放送やHi-Vision LDのMUSE信号を伸縮し、ハイビジョンのベースバンド信号およびNTSC (標準画質) 信号に変換 (M-N変換) し、テレビでの視聴あるいはW-VHSに録画できるようにする機器である。
「アナログWOWOW」のスクランブル放送解除に必要となるBS（WOWOW/JSB）デコーダとは無関係である。BSアナログ放送でハイビジョン放送とWOWOW・St.GIGAの両方を視聴する際はそれぞれのデコーダをチューナの当該端子に接続する必要があった。

## 概要
1989年にハイビジョン試験放送の開始によるMUSE方式の実用化に伴い、一般家庭向けに市販されるようになる。BSデジタル放送以前 (概ね1999年頃まで) の「ハイビジョンテレビ」の最上位・高級機種にはMUSEデコーダがBSアナログチューナと共に内蔵されていることが多かったが、搭載しない機器でMUSE信号で伝送される映像を視聴・記録する際には、再生機器 (BSチューナやHi-Vision LDプレーヤ) との間にMUSEデコーダを介してベースバンド信号などに変換することが必須であった。
またMUSE圧縮を使用したハイビジョン放送では、標準画質放送と電波の割り付けや要求する周波数安定度が異なるため、BSアナログチューナにおいても外部機器向けの端子 (AFC入力および検波出力) を備えたものでなければならない。多くのMUSEデコーダではハイビジョン信号に対応しない装置での視聴・記録のため、コンポジット信号端子やS端子からNTSC信号を出力する機能 (M-Nコンバータ機能) を備えていた。
2000年12月からのBSデジタル放送では放送方式がISDB-Sへと変わったことで、BSデジタルチューナから直接コンポーネント端子やコンポジット端子による出力が可能となったため不要となった。
コンポーネント端子やD3端子を搭載し、1080iの表示に対応しているテレビ・モニターでは、MUSEデコーダを使用してMUSE信号を伸縮させるとハイビジョン表示が可能となる。そしてコンポジット端子やS端子のみを搭載したテレビでは標準画質での表示が可能である。
2007年9月にNHK衛星デジタルハイビジョンのサイマル放送によるアナログハイビジョン放送が終了しており、それ以降はHi-Vision LDソフトの再生にのみ必要となっている。W-VHSでは録画時にベースバンド信号に変換する必要があるため、再生にはMUSEデコーダは不要である。